# Доминик Янков
Доминик Янков е български футболист, полузащитник, национал на България, състезател на Риека.

## Кариера

### Лудогорец II
Преди да се присъедини към Лудогорец II прекарва 5 години в частна канадска футболна академия и след това подписва със Съндърланд, където прекарва 3 години, но след като родителите му решават да се върнат в България те избират Лудогорец като най-добро място за кариерата му. 
Янков прави дебюта си в Младежката лига на УЕФА за Лудогорец на 27 септември 2017 в първия кръг на квалификациите за този турнир срещу Железничар (Сараево). 
На 27 май 2017, в последния мач от Втора лига за сезона, Янков е на пейката в мача срещу ОФК Спартак (Плевен) и остава на пейката за целия мач.  Той изиграва последния си мач на 13 август 2017 г. в мач от Втора лига срещу Несебър. 

### Първи отбор
През февруари 2018 Лудогорец го привлича в първия отбор.  Той прави неофициален дебют за отбора през зимната почивка в приятелски мач срещу ФК Ботошани.  Официалният му дебют е на 12 май 2018 в мач от Първа лига срещу Левски. 

### „Ботев“ (Враца)
На 1 август 2019 Янков е изпратен под наем в играещия в Първа Лига отбор – Ботев Враца, до края на годината с опция за удължаване на договора до края на сезона. Той прави своя дебют за отбора три дни по-късно в мач срещу ЦСКА София. Тогава влиза като резерва в 84-тата минута. В първия си мач като титуляр, на 16 август срещу Славия София, Янков отбелязва първия си гол и първата асистенция с фланелката на Ботев.

### Монреал Импакт
На 29 януари 2024 г. подписва с Монреал Импакт, който играе в американската МЛС.

## Успехи

### „Лудогорец"
- Шампион на A ПФГ: 2017/18, 2018/19, 2020/21, 2021/22, 2022/23
- Суперкупа на България: 2018, 2021, 2022
- Купа на България: 2022/23

### Индивидуални
- Най-прогресиращ млад футболист на България за 2020 година.